# Nestor Oprean
Nestor Oprean (n. 1857, Nerău -  d. 16 septembrie 1923, Sânnicolau Mare) a fost un deputat în Marea Adunare Națională de la Alba Iulia, organismul legislativ reprezentativ al „tuturor românilor din Transilvania, Banat și Țara Ungurească”, cel care a adoptat hotărârea privind Unirea Transilvaniei cu România, la 1 decembrie 1918.

## Biografie
Nestor Oprean a fost avocat la Sânnicolau Mare, președinte al Departamentului Sânnicolao Mare al „Astrei”, delegat la Conferința Națională a P. N. R. de la Sibiu din 1905. A organizat Consiliul Național Român și Garda Națională din Sânnicolau Mare și a fost membru al Marelui Sfat Național Român.